# Coppa Hans Herzog 1911-1912
La Coppa Herzog 1911-1912 è stata la terza edizione del campionato rumeno di calcio disputata tra il settembre 1911 e il febbraio 1912 e si concluse con la vittoria finale dell'United AC Ploiești.
Contemporaneamente fu disputato un altro trofeo, la Coppa Alexandru Bellio, che tuttavia diede lo stesso esito, non lasciando alcun dubbio sulla squadra calcistica campione di Romania 1912.

## Formula
Per il terzo anno consecutivo le stesse tre squadre giocarono il torneo. La sfida decisiva tra United Ploiești e Olympia Bucarest venne giocata in nove dalla squadra della capitale perché a due studenti venne vietato di recarsi in trasferta.

## Classifica finale
|  | Pos. | Squadra             | Pt | G | V | N | P | GF | GS | DR |
|  | ---- | ------------------- | -- | - | - | - | - | -- | -- | -- |
|  | 1.   | United AC Ploiești  | 7  | 4 | 3 | 1 | 0 | 14 | 8  | +6 |
|  | 2.   | Colentina Bucureṣti | 3  | 4 | 1 | 1 | 2 | 10 | 13 | -3 |
|  | 3.   | Olympia Bucureṣti   | 2  | 4 | 1 | 0 | 3 | 10 | 13 | -3 |

Legenda:

      Campione 
Note:

Due punti a vittoria, uno a pareggio, zero a sconfitta.

### Verdetti
- United AC Ploiești Campione di Romania 1911-12.

## Risultati
| Ploiești 9 settembre 1911 | United Ploiești | 4 – 3 | Colentina Bucarest | La Sosea\| Arbitro: \| Spears \| |
| Arbitro:                  | Spears          |       |                    |                                  |

| Bucarest 25 settembre 1911 | Colentina Bucarest | 2 – 4 | Olympia Bucarest | Colentina\| Arbitro: \| Spears \| |
| Arbitro:                   | Spears             |       |                  |                                   |

| Bucarest 6 ottobre 1911 | Olympia Bucarest | 1 – 2 | United Ploiești | Bolta Rece\| Arbitro: \| Spears \| |
| Arbitro:                | Spears           |       |                 |                                    |

| Ploiești 6 novembre 1911 | United Ploiești | 6 – 2 | Olympia Bucarest | La Sosea\| Arbitro: \| Matthews \| |
| Arbitro:                 | Matthews        |       |                  |                                    |

| Bucarest 19 febbraio 1912 | Colentina Bucarest | 2 – 2 | United Ploiești | Colentina\| Arbitro: \| Brazier \| |
| Arbitro:                  | Brazier            |       |                 |                                    |

| Bucarest 26 febbraio 1912 | Olympia Bucarest | 3 – 3 | Colentina Bucarest | Bolta Rece |